# Neolithobius audacior
Neolithobius audacior är en mångfotingart som beskrevs av Chamberlin 1942. Neolithobius audacior ingår i släktet Neolithobius och familjen stenkrypare. Inga underarter finns listade i Catalogue of Life.